# Sulustvere
Sulustvere – wieś w Estonii, w prowincji Jõgeva, w gminie Põltsamaa.